# Adolf Lohse (Manager)
Adolf Lohse (* 6. März 1902 in Schmalkalden; † 5. November 1967 in München) war ein deutscher Ökonom und Industriemanager.

## Leben
Lohse studierte in Berlin Betriebswirtschaft und Nationalökonomie und promovierte 1940. Seit 1926 war er bei Siemens & Halske angestellt, ab 1940 als kaufmännischer Direktor. Nach Ende des Zweiten Weltkriegs war er maßgeblich am Wiederaufbau des Unternehmens beteiligt, dessen Finanzchef er 1946 wurde. 1949 wurde er Vorstandsmitglied bei Siemens & Halske und bei den Siemens-Schuckertwerken. Die Fusion beider Unternehmen zur Siemens AG 1966 wurde von ihm vorangetrieben. Im selben Jahr wurde er zum Vorstandssprecher von Siemens berufen. Neben seiner Tätigkeit bei Siemens war er auch Mitglied des Verwaltungsrats der Deutschen Bundespost und stellvertretender Aufsichtsratsvorsitzender der Deutschen Bank AG. Auch die Neugründung des Rationalisierungskuratoriums der Wirtschaft 1950 ging auf ihn zurück.

## Auszeichnungen
- 1956: Großes Verdienstkreuz mit Stern
- 1962: Bayerischer Verdienstorden